# NGC 304
NGC 304 (ook wel PGC 3326, UGC 573, MCG 4-3-18, ZWG 480.23 of PRC C-6) is een spiraalvormig sterrenstelsel in het sterrenbeeld Andromeda. NGC 304 staat op ongeveer 200 miljoen lichtjaar van de Aarde.
NGC 304 werd op 23 oktober 1878 ontdekt door de Franse astronoom Édouard Jean-Marie Stephan.